# Gümüşdere
Gümüşdere (türkisch für Silberbach) ist ein Dorf im Landkreis Tavas der türkischen Provinz Denizli. Gümüşdere liegt etwa 72 km südlich der Provinzhauptstadt Denizli und 31 km südlich von Tavas. Gümüşdere hatte laut der letzten Volkszählung 518 Einwohner (Stand Ende Dezember 2010).
Der Tabakanbau ist mit Abstand die größte Einnahmequelle der Bevölkerung.